# Beameromyia graminicola
Beameromyia graminicola là một loài ruồi trong họ Asilidae. Beameromyia graminicola được Farr miêu tả năm 1963. Loài này phân bố ở vùng Tân nhiệt đới.